# فدراسیون ورزش‌های آبی کانادا
فدراسیون ورزش‌های آبی کانادا (انگلیسی: Aquatic Federation of Canada) سازمان اداره کننده ورزش‌های شنا، شیرجه و واترپلو در کشور کانادا است.
این فدراسیون که در سال ۱۹۸۰ تأسیس شده مقر آن در شهر آلبرتا قرار دارد.